# Tomoji Abe
Tomoji Abe (jap. 阿部知二 Abe Tomoji; ur. 26 czerwca 1903, zm. 23 kwietnia 1973) – japoński prozaik, powieściopisarz, nowelista, krytyk, badacz i tłumacz literatury angielskiej. 

## Życiorys
Tomoji Abe urodził się w Mimasaka (prefektura Okayama). Dzieciństwo spędził w Taisha, w prefekturze Shimane, gdzie jego ojciec pracował jako nauczyciel. W roku 1913 przeniósł się z rodzicami do Himeji, gdzie ukończył szkołę średnią. W 1924 roku wstąpił na Uniwersytet Tokijski, gdzie studiował anglistykę. Wykładowcą literatury angielskiej był wówczas Edmund Blunden, którego postawa oraz sposób myślenia, przejawiające się m.in. swobodnym podejściem do studentów, nieformalnym zachowaniem, czy pacyfizmem, wywarły spory wpływ na Abe. Za sprawą Blundena Abe zainteresował się modernizmem brytyjskim, w szczególności ideą intelektualizmu. Studia ukończył w 1927 roku i wstąpił na akademickie studium podyplomowe. Po ukończeniu studium rozpoczął współpracę z wieloma czasopismami, w których drukował swoje nowele, eseje oraz przekłady literatury angielskiej. 
W roku 1950 brał udział w XXII Międzynarodowym Zjeździe Penclubów. W 1954 roku został przewodniczącym Japońskiej Rady Intelektualistów. W roku 1968 gościł w Polsce.
W listopadzie 1971 roku u pisarza zdiagnozowano raka przełyku i od tego momentu był on hospitalizowany. Zmarł 23 kwietnia 1973 roku, pozostawiając nieukończoną powieść Hoshū, której ostatnie rozdziały dyktował w ostatnim roku życia. Dzieło zostało opublikowane pośmiertnie.

## Twórczość
Pierwsze próby pisarskie Tomoji Abe podejmował w latach studenckich. Razem z Funabashi Seiichi wydawał czasopismo „Shumon” („Czerwona Brama”). Kółko literackie, do którego należał inspirowało się tekstami z czasopisma literackiego „Criterion”, redagowanego przez T.S. Eliota. Pismo odegrało ważną rolę w ukształtowaniu koncepcji artystycznych Abe. 
Właściwą działalność literacką rozpoczął w 1930 roku, w którym wydał swoją pierwszą godną uwagi nowelę Nichi–Doku Taikō Kyōgi (Japońsko-niemieckie zawody lekkoatletyczne). W tym samym roku ukazała się jego praca krytyczna Shuchi-teki Bungakuron (Rozprawa o literaturze intelektualnej). W 1936 roku w miesięczniku literackim „Bunga-ku-kai” wydrukował swoją wielką powieść Fuyu-no Yado (Zimowa kwatera), która niedługo potem ukazała się w wydaniu książkowym. W późniejszym okresie wydał m.in. Kōfuku (Szczęście) - 1937, Machi (Miasto), Fūsetsu (Wiatr i śnieg), Pekin - 1938, Tabibito (Podróżny) - 1940, a po wojnie takie utwory jak Ryokui (Zielona szata) i Shi-no-hana (Kwiaty śmierci) - 1946, Kuroi kage (Czarny cień) i Oboroyo (Mglista noc) - 1949, Jinkō Teien (Sztuczny ogród) - 1953. Na uwagę zasługuje również powieść Shiroi tō (Biały obelisk), będąca protestem przeciw militaryzmowi i władzy wielkich monopoli.
Abe jest przedstawicielem intelektualnego nurtu w literaturze. Nurt ten nie napotkał jednak podatnego gruntu w Japonii, odbiegał bowiem od japońskich tradycyjnych form myślenia, od tradycyjnych metod przekazu, akcentujących przede wszystkim wartości estetyczne lub stany emocjonalne, oraz od panującego wówczas w literaturze światopoglądu modernistycznego (w duchu którego powstawały zresztą pierwsze dzieła pisarza). Tendencje intelektualne nie dawały się pogodzić z ówczesną rzeczywistością społeczno-polityczną w Japonii - narastającym militaryzmem i faszyzmem, z dążeniami do przechowania tradycji feudalnej.
W Japonii nie powstał żaden zdecydowany ruch przeciwko faszyzmowi. Większość pisarzy wyrzekła się swoich poglądów i przystosowała do warunków nowej epoki, a ci twórcy, którzy nie chcieli dostosować swojego pisarstwa do wymogów systemu społeczno-politycznego, zamilkli niemal zupełnie. Ta sytuacja powszechnego chaosu, niepokoju i depresji duchowej odzwierciedliła się w literaturze japońskiej. Jednak w niektórych kręgach intelektualistów widoczna była wyraźna postawa nonkonformizmu. Niektórzy autorzy, a wśród nich Tomoji Abe, głosili konieczność „odrodzenia literatury”, opowiadali się za postawą czynną w służbie społeczeństwa, głęboko wierząc w posłannictwo pisarzy.